# Suzan
Suzan – miejscowość i gmina we Francji, w regionie Oksytania, w departamencie Ariège.
Według danych na rok 2010 gminę zamieszkiwało 25 osób, a gęstość zaludnienia wynosiła 8 osób/km².